# Dai Nippon Printing
Dai Nippon Printing (大日本印刷 Dai Nippon Insatsu) (DNP) er en japansk printvirksomhed. Dai Nippon driver printvirksomhed indenfor: informationsteknologi, livsstil, industri og elektronik.
Der printes alt fra magasiner og bøger til LCD-skærme og anden elektronik.